# Trotosari
Trotosari is een bestuurslaag in het regentschap Bondowoso van de provincie Oost-Java, Indonesië. Trotosari telt 2261 inwoners (volkstelling 2010).